# Leptognathia polita
Leptognathia polita är en kräftdjursart som beskrevs av Hansen 1913. Leptognathia polita ingår i släktet Leptognathia och familjen Leptognathiidae. Inga underarter finns listade i Catalogue of Life.